# Oreosomatidae

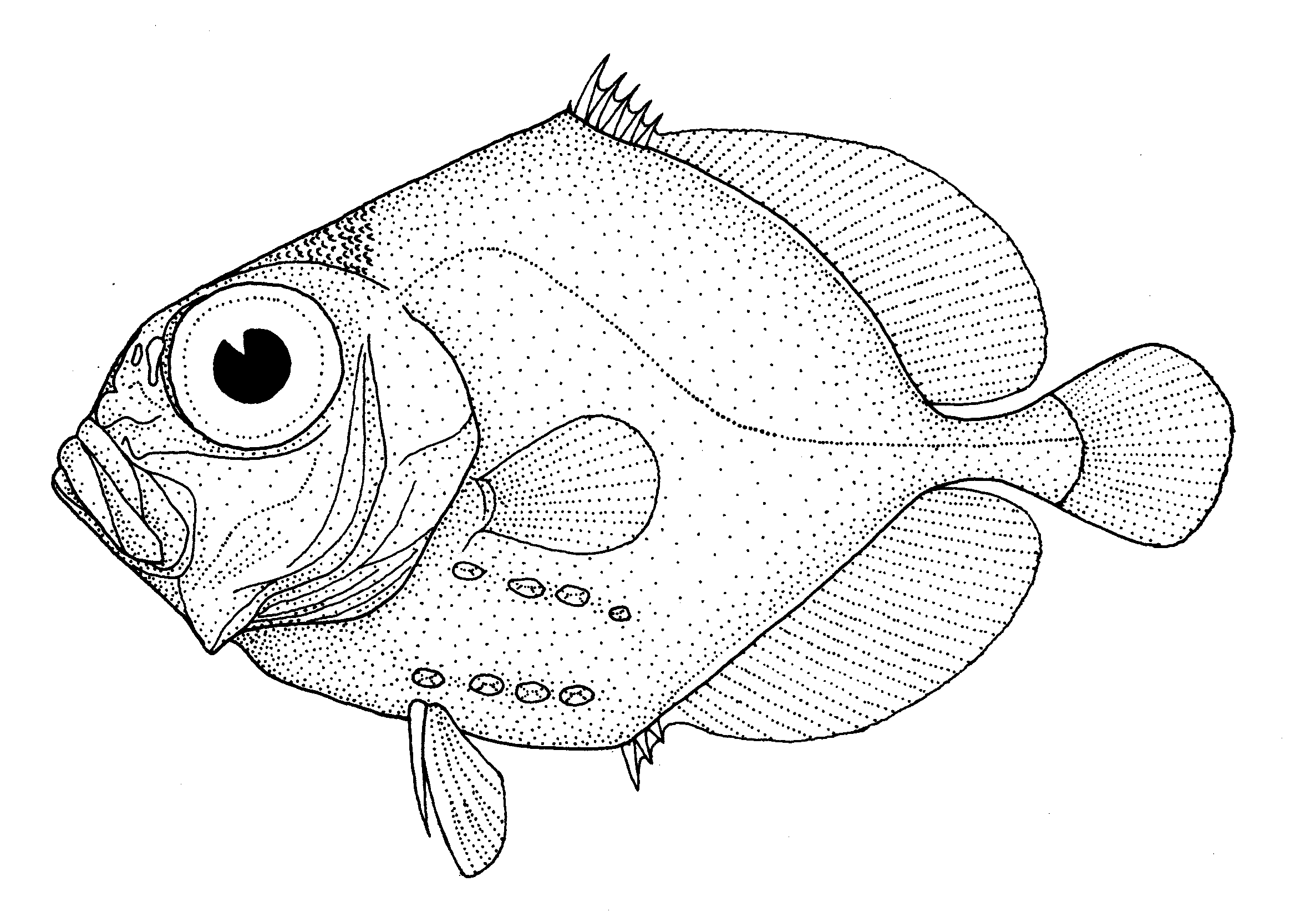
Allocyttus verrucosus

Die Oreosomatidae (Gr. Oreos = Berg, Soma = Körper) sind eine wenig bekannte Familie der Petersfischartigen (Zeiformes). Die Fische leben benthopelagisch im Atlantik, im Indischen Ozean, im Pazifik und rund um die Antarktis über den Kontinentalabhängen in Tiefen von 400 bis 1800 Metern. Das Hauptverbreitungsgebiet liegt auf der südlichen Erdhalbkugel vor Südafrika und dem Süden Australiens. Sie ernähren sich von Krebstieren, kleineren Fischen und kleinen Kopffüßern. Bei Japan, Australien und Neuseeland werden sie kommerziell befischt.

## Merkmale
Die Oreosomatidae werden 21 bis 68 Zentimeter lang. Ihre Farbe ist düster silbrig. Ihr Körper ist hoch und seitlich stark abgeflacht. Die Standardlänge beträgt das 1,4- bis 1,9-Fache der Körperhöhe. Die Kopflänge beträgt bis zu einem Drittel der Standardlänge. Die Augen sind sehr groß und erreichen ein Drittel bis die Hälfte des Kopfdurchmessers und die doppelte bis dreifache Länge des Schwanzflossenstiels. Die Region zwischen den Augen ist breit und flach. Das Maul steht nach oben, der Oberkiefer ist stark vorstreckbar (protraktil). In den Kiefern befinden sich ein oder zwei Reihen kleiner Zähne. Die Anzahl der Branchiostegalstrahlen liegt bei sieben. Die Fische haben kleine, sich überlappende Cycloidschuppen oder Ctenoidschuppen, auch an den Kopfseiten. Der Kiemendeckel ist schuppenlos. Das Seitenlinienorgan ist durchgehend und wird von 84 bis 110 mit Poren versehenen Schuppen begleitet. Es reicht nicht bis auf den Schwanzflossenstiel.
Flossenformel: Dorsale V–VIII/28–36, Anale II–IV/26–33, Ventrale I/5–7, Pectorale 17–22
Die Schwanzflosse ist klein und abgerundet. Sie wird von elf verzweigten Flossenstrahlen gestützt. Der Schwanzflossenstiel ist schmal und kurz. Die  Brustflossen erreichen ein Drittel der Kopflänge. Ihre Flossenstrahlen sind, wie die der Rücken- und Afterflosse, ungeteilt. Die Bauchflossen werden von einem Stachel und fünf oder sechs verzweigten Flossenstrahlen gestützt.
Die pelagisch lebenden Jungfische unterscheiden sich stark von den ausgewachsenen Fischen. Sie sind von ovaler Körperform, haben eine ledrige Haut und große verhärtete Schuppen oder hochstehende, beschuppte Zonen auf den Körperseiten. Sie erreichen oft Längen von 10 bis 13 Zentimetern, ehe sie die Körperform der Adulttiere annehmen. Früher wurden sie als eigene Arten angesehen.

## Systematik

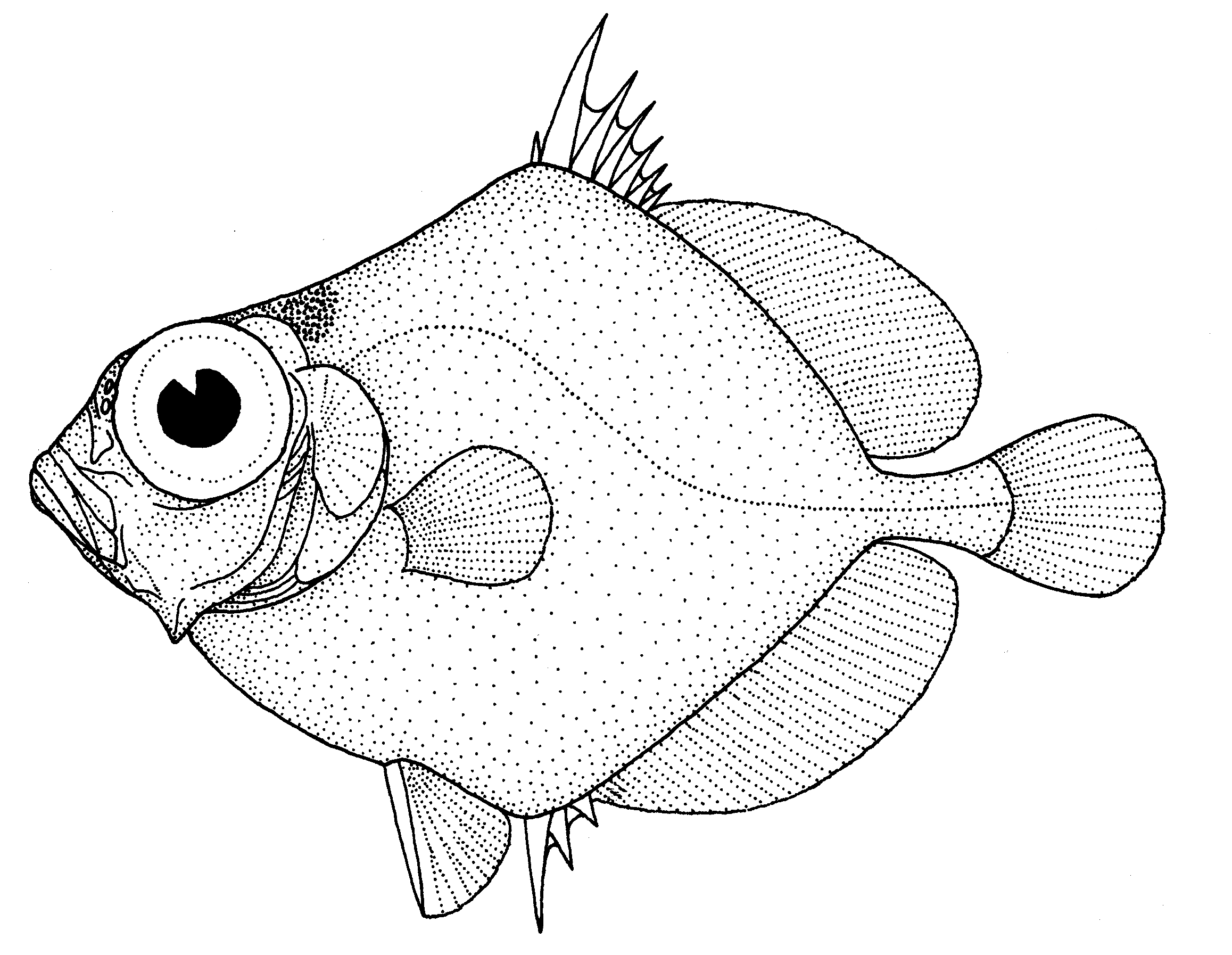
Neocyttus rhomboidalis

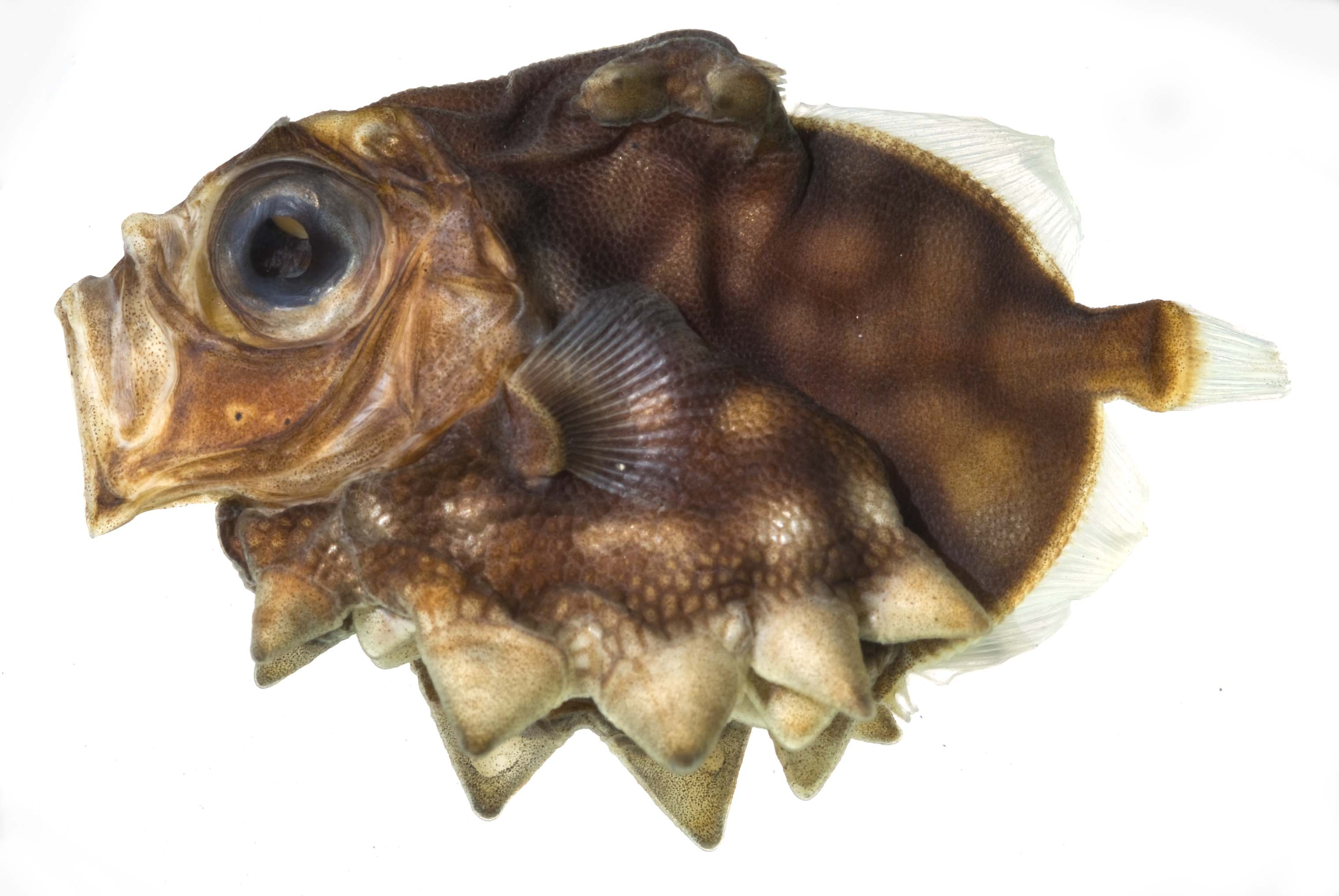
Oreosoma atlanticum

Es gibt zehn Arten in vier Gattungen und zwei Unterfamilien:
- Unterfamilie Oreosomatinae
  - Gattung Allocyttus
    - Allocyttus folletti Myers, 1960
    - Allocyttus guineensis Trunov & Kukuev, 1982
    - Allocyttus niger James, Inada & Nakamura, 1988
    - Allocyttus verrucosus (Gilchrist, 1906)

  - Gattung Neocyttus
    - Neocyttus acanthorhynchus Regan, 1908
    - Neocyttus helgae (Holt & Byrne, 1908)
    - Neocyttus psilorhynchus Yearsley & Last, 1998
    - Neocyttus rhomboidalis Gilchrist, 1906

  - Gattung Oreosoma
    - Oreosoma atlanticum Cuvier, 1829
- Unterfamilie Pseudocyttinae
  - Gattung Pseudocyttus
    - Pseudocyttus maculatus Gilchrist, 1906